# Глибоке (Лютенська сільська громада)
Глибоке — село в Україні, у Лютенській сільській громаді Миргородського району Полтавської області. Населення становить 23 особи.
Після ліквідації Гадяцького району у липні 2020 року увійшло до складу Миргородського району.

## Географія
Село Глибоке примикає до села Кругле Озеро, неподалік від озера Глибоке.

## Назва
На території України 14 населених пункти із назвою Глибоке.

## Історія
- 1909 — дата заснування як хутір Добряків.
- 1920 — перейменоване на Глибоке.
- Село постраждало внаслідок геноциду українського народу, проведеного окупаційним урядом СРСР 1923-1933 та 1946-1947 роках.
- До 2020 року орган місцевого самоврядування — Лисівська сільська рада.